# SoftBank 825SH
SoftBank 825SH（ソフトバンク はちにいごえすえいち）は、シャープが開発しソフトバンクモバイルが販売するW-CDMA通信方式の携帯電話端末である。2008年7月3日発売。

## 主な機能・サービス
- ミュージックプレイヤー
- Bluetooth
- 赤外線通信 (IrDA)（高速赤外線対応）
- フィーリングメール
- カスタムスクリーン
- バイリンガル
- QRコード読み取り・作成
- ドキュメントビューア（Microsoft Word (.doc)・Microsoft Excel (.xls)・Microsoft PowerPoint (.ppt)・PDFデータ (.pdf) のみ）

| 主な対応サービス                      | 主な対応サービス                        | 主な対応サービス                      |
| ------------------------------------- | --------------------------------------- | ------------------------------------- |
| S!一斉トーク                          | S!ともだち状況                          | Yahoo!mocoa                           |
| S!ループ                              | S!タウン                                | S!速報ニュース （おためしコンテンツ） |
| S!情報チャンネル （3Gお天気アイコン） | S!FeliCa                                | PCサイトブラウザ                      |
| 電子コミック                          | S!アプリ                                | 着うたフル／着うた                    |
| デコレメール （マイ絵文字）           | S!電話帳バックアップ                    | PCメール                              |
| コンテンツおすすめメール              | TVコール                                | 世界対応ケータイ (W-CDMA+GSM)         |
| S!GPSナビ                             | デルモジ表示 （アニメビュー）           | ワンセグ                              |
| 3Gハイスピード                        | S!おなじみ操作                          | ダブルナンバー                        |
| 着デコ                                | きせかえアレンジ （カスタムスクリーン） | S!ミュージックコネクト                |
| 安心遠隔ロック                        |                                         |                                       |

## 特徴
- 812SHに継ぐ2機種めのPANTONE社とのコラボケータイ。812SHよりカラーバリエーション数は少ないが、基本色は揃っている。
- スライド端末、816SHの後継ともなっていて、画面と方向キーの周囲を艶消し黒で仕上げた先代機種と異なり、PANTONEケータイの特徴を反映した、角の丸い直方体形状で素直な印象のデザインとなっている。そして、画面側に操作キー類のない、913SHと同様のフルスライダー型を取り入れている。
- シャープは中国市場向け端末としてSH8010Cの名で、同じデザインで販売した。
- LCD表示の高画質化にも力を入れており、NewモバイルASV液晶の搭載に加え、リフレクトバリアコート、SV (Super Vivid)エンジン＋、バックライト制御等の技術が投入されている。

## 不具合
- 2008年9月5日 - サービス仕様変更の対応や「S!おなじみ操作」利用時の不具合